# Favia
Favia is een geslacht van rifkoralen uit de familie Mussidae. De wetenschappelijke naam van het geslacht werd in 1815 voorgesteld door Lorenz Oken in Lehrbuch der Naturgeschichte. Alle namen in dat werk van Oken werden echter in 1956 door de ICZN afgewezen als "niet geldig gepubliceerd". De namen bleven daarmee wél beschikbaar, en de eerstvolgende die de naam geldig had gepubliceerd was in 1857 Henri Milne-Edwards. De verspreiding van het geslacht is beperkt tot de Atlantische Oceaan.

## Geschiedenis
Het geslacht Favia zoals voorgesteld door Milne-Edwards, was gebaseerd op morfologische kenmerken van het kalkskelet. Tot 2012 hadden er zo'n zestig soorten voor kortere of langere tijd een naam in dit geslacht gekregen. In dat jaar publiceerden Ann F. Budd et al. de resultaten van een studie, gebaseerd op moleculair werk, naar de verwantschappen van soorten uit de onderorde Faviina. Een van hun bevindingen was dat Favia een polyfyletisch geslacht was. Het deel waartoe de typesoort (Flavia fragum) behoorde was maar een klein geslacht, en hoorde thuis in dezelfde familie als het geslacht Mussa (in de familie Mussidae); het overgrote deel van de soorten, allemaal uit het Australaziatisch- en Oriëntaals gebied, hoorde volgens de onderzoekers thuis in het geslacht Dipsastraea, in de familie Merulinidae. Deze opinie is sindsdien door verschillende experts overgenomen.

## Soorten
- Favia fragum (Esper, 1795)
- Favia gravida Verrill, 1868
- Favia leptophylla Verrill, 1868